# Zámecká naučná stezka
Zámecká naučná stezka je okružní naučná stezka v Bartošovicích v okrese Nový Jičín v Moravskoslezském kraji. Stezka se také nachází v Chráněné krajinné oblasti Poodří a Přírodní rezervaci Bartošovický luh v nížině Oderská brána.

## Popis a historie naučné stezky
Zámecká naučná stezka má svůj název podle Bartošovického zámku a má délku přibližně 5 až 7 km. Je zaměřena převážně na přírodu zemědělské krajiny, nivy řeky Odry, rybníky, mokřady, lesy a také na historií a památky Bartošovic. Stezky byla postavena v roce 2003, v roce 2008 rozšířena.a má 12 zastavení s informačními tabulemi a lavičkami. Zámecká naučná stezka má svůj počátek u budovy obecního úřadu a vede pak k Záchranné stanici pro volně žijící živočichy a centra ekologické výchovy, k Bartošovickému zámku, ve kterém je muzeum, a jeho Zámeckému parku Bartošovice s populárním Josefíniným platanem, který je největším platanem v Česku. Následně stezka pokračuje k Bartošovickému jabloňovému sadu (pod Bartošovickým kopcem), k mokřadu na Cigánce, k Hornímu bartošovickému rybníku a lesy k Dolnímu bartošovickému rybníku, Bartošovickému mlýnu a pak se vrací zpátky na svůj počátek. Stezka je celoročně volně přístupná. Část úseku Zámecké naučné stezky se kryje s mezinárodní cyklostezkou EuroVelo4.

## Galerie

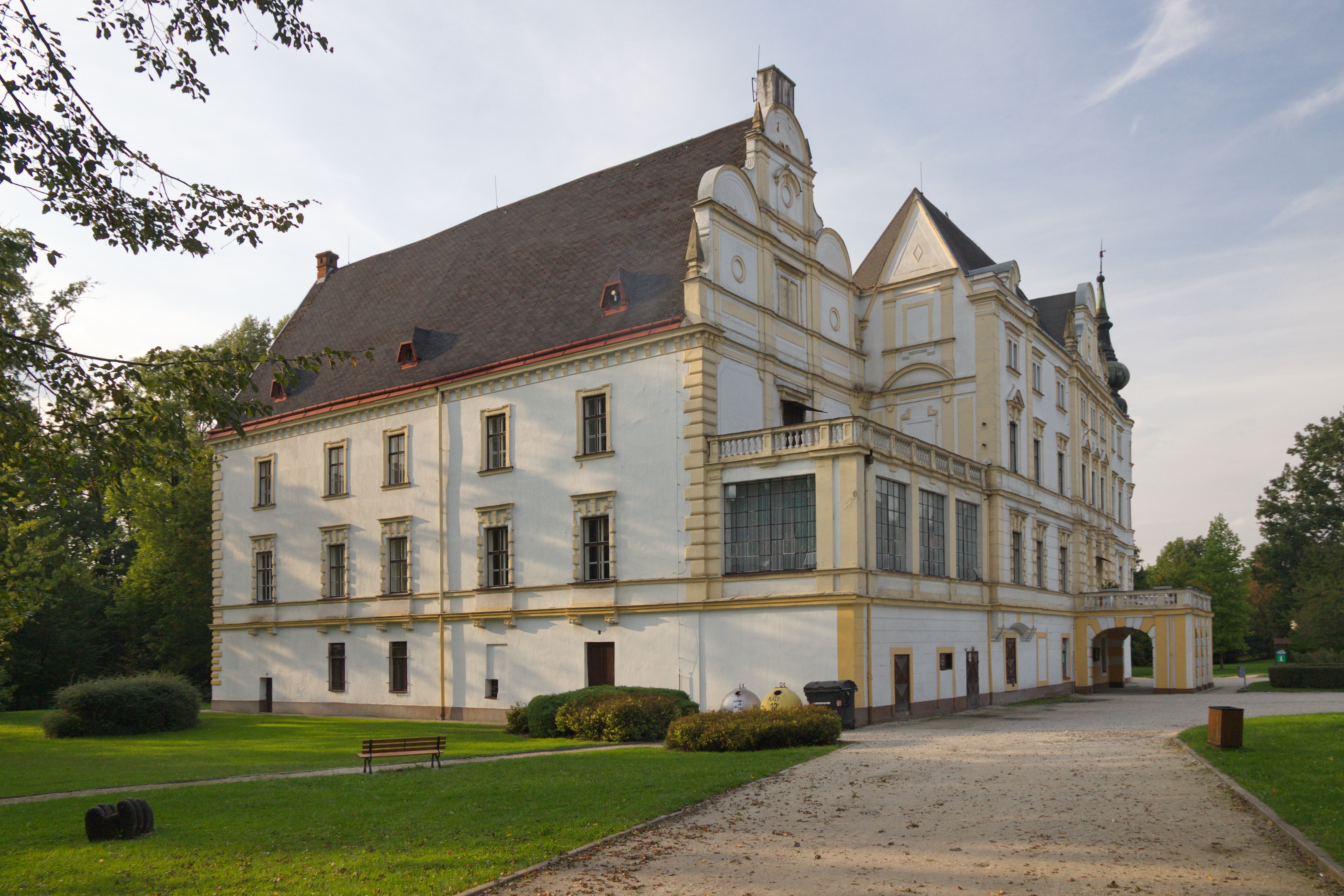
Bartošovický zámek